# Fatu Hiva-szigeti tengerilégykapó
A Fatu Hiva-szigeti tengerilégykapó (Pomarea whitneyi) a madarak (Aves) osztályának verébalakúak (Passeriformes) rendjébe, ezen belül a császárlégykapó-félék (Monarchidae) családjába tartozó faj.

## Előfordulása
Nagytestű császárlégykapó-féle, amely Francia Polinézia egyik endemikus madara. A Marquises-szigetekhez tartozó Fatu Hiva szigeten található meg.
A Természetvédelmi Világszövetség (IUCN) Súlyosan veszélyeztetett fajként kezeli ezt a madárfajt, mivel 21 év alatt, amely három Fatu Hiva-szigeti tengerilégykapó nemzedéket jelent, 90 százalékkal csökkent az állománya. Manapság körülbelül 50 egyed él, ezekből 33 kifejlett példány. 2000 februárjában észrevették a szigeten a házi patkányt (Rattus rattus). Ez a kis emlős is hozzájárulhat a madár kihalásához. A patkányirtás következtében a Fatu Hiva-szigeti tengerilégykapó 2007-2009 között, területének a 60 százalékát, míg 2009-2011 között területének, csak a 30 százalékát vesztette el a házi patkánnyal szemben.

## Megjelenése
A madár 19 centiméter hosszú, homlokán ecsetszerű tollakkal. A kifejlett madár tollazata fényes lilás-fekete, a fiatalé pedig barna, vöröses szárnyakkal; hasi része fehéres; pofája, nyaka és begye vöröses árnyalatú.

## Neve
Harry Payne Whitney amerikai filantróp üzletemberről nevezték el.

## Fordítás
- Ez a szócikk részben vagy egészben  a   Fatuhiva Monarch című angol Wikipédia-szócikk ezen változatának fordításán alapul.  Az eredeti cikk szerkesztőit annak laptörténete sorolja fel. Ez a jelzés csupán a megfogalmazás eredetét és a szerzői jogokat jelzi, nem szolgál a cikkben szereplő információk forrásmegjelöléseként.